# Asha Bhat
 Asha Bhat (Bhadravati, 5 de septiembre de 1992) es una actriz, modelo y ganadora del concurso Miss Supranacional 2014 de India. Ella es la primera india en ganar el título.

## Biografía
Asha Bhat nació en Bhadravati, una ciudad industrial en el distrito de Shimoga del estado de la IKarnataka, India el 5 de septiembre de 1992 de padres Subrahmanya y Shyamala Bhat. Ambos padres son técnicos de laboratorio médico y han estado sirviendo en los laboratorios clínicos de la ciudad de Bhadravati. Tiene una hermana mayor, la Dra. Akshatha, que es pediatra .
Bhat asistió a la Escuela St. Charles en Bhadravathi y siguió su educación preuniversitaria en el Colegio Preuniversitario de Alva en Moodbidri. Se inscribió en el Cuerpo Nacional de Cadetes (NCC) mientras estudiaba en el Alvas College y fue seleccionada para participar en el Campamento de Día de la República. Fue miembro de la delegación del NCC de las naciones de la SAARC y visitó la Academia Militar de Sri Lanka y ganó el premio completo en el año 2009, otorgado por el presidente de Sri Lanka, Mahinda Rajapaksa .
Se graduó con una licenciatura en ingeniería electrónica de RV College of Engineering .
Actualmente reside en Mumbai, y además de ser modelo y actriz, también es activista social y dirige su propia ONG llamada Astra Foundation.

## Pasarelas
En 2014, participó en el certamen Miss Diva organizado por The Times Group y fue coronada Miss India Supranational 2014, junto a Alankrita Sahai, quien fue coronada Miss India Tierra 2014 y Noyonita Lodh, la eventual ganadora del concurso y fue coronada Miss India Universo, en la gran final del certamen celebrada el 14 de octubre de 2014 en Westin Mumbai Garden City en Mumbai . Asha también ganó tres premios especiales en Miss Diva 2014, Miss Simpatía, Miss Sonrisa y Miss Fascinante[cita requerida].
Representó a India en Miss Supranacional 2014 celebrado en Krynica-Zdrój, Polonia y fue la ganadora del certamen fue realizado el 5 de diciembre de 2014. También ganó el premio especial a "Miss Talento" y la segunda finalista a "Mejor Traje Nacional" en el certamen. Su traje nacional fue diseñado por el diseñador de modas internacionalmente aclamado y mentor de concursos de belleza Melvyn Noronha . Fue coronada por la titular saliente Miss Supranacional 2013, Mutya Johanna Datul de Filipinas .[cita requerida]
Durante su reinado de un año como Miss Supranacional, visitó Tailandia, Myanmar, Hungría, Mauricio, China, Polonia y India .[cita requerida]
En mayo de 2015, viajó a Tailandia y fue jurado de la gran final de Miss Grand Tailandia. Junto con la primera finalista de Miss Supranacional 2014 y la ganadora de Miss Grand Tailandia 2014, Parapadsorn Disdamrong, coronó a Tharathip Sukdarunpat como Miss Supranacional Tailandia 2015 al final del evento celebrado el 12 de mayo de 2015 en Estadio Cubierto Huamark de Bangkok[cita requerida].

## Filmografía

### Cine
- Jungla (2019) como Meera
- Roberrt (2021)
- Ori Devuda (2022)